# 堅田郵便局
堅田郵便局（かたたゆうびんきょく）は滋賀県大津市にある郵便局。民営化前の分類では集配普通郵便局であった。

## 概要
住所：〒520-0299 滋賀県大津市今堅田2-21-26

## 沿革
- 1872年3月9日（明治5年2月1日） - 堅田郵便取扱所として開設[1]。
- 1875年（明治8年）1月1日 - 堅田郵便局（五等）となる。
- 1885年（明治18年）6月10日 - 貯金取扱を開始。
- 1890年（明治23年）10月16日 - 為替取扱を開始。
- 1897年（明治30年）9月11日 - 堅田郵便電信局となる。
- 1903年（明治36年）4月1日 - 通信官署官制の施行に伴い堅田郵便局となる。
- 1964年（昭和39年）4月1日 - 仰木郵便局から和文電報配達事務を移管[2]。
- 1967年（昭和42年）8月27日 - 電話交換、和文電報配達、欧文電報受付・配達および国際電報受付・配達の各業務を堅田電報電話局に移管。
- 1970年（昭和45年）11月2日 - 大津市本堅田町から同市今堅田町へ移転[3]。
- 1997年（平成9年）4月7日 - 特定郵便局から普通郵便局に局種別改定するとともに、途中郵便局[4]から集配業務を移管。
- 1998年（平成10年）9月1日 - 外国通貨の両替および旅行小切手の売買に関する業務取扱を開始。
- 2006年（平成18年）9月19日 - 葛川郵便局および志賀郵便局からそれぞれ「520-04xx」「520-05xx」区域の集配業務を移管[5]。
- 2007年（平成19年）10月1日 - 民営化に伴い、併設された郵便事業堅田支店に一部業務を移管。
- 2012年（平成24年）10月1日 - 日本郵便株式会社発足に伴い、郵便事業堅田支店を堅田郵便局に統合。

## 取扱内容
- 郵便、印紙、ゆうパック、内容証明
- 貯金、為替、振替、振込、国際送金、国債、投資信託
- 生命保険、バイク自賠責保険、自動車保険
- ゆうちょ銀行ATM
- 「520-02xx」「520-03xx」「520-04xx」「520-05xx」区域（大津市内の一部地域および京都府京都市左京区久多地区）の集配業務
- ゆうゆう窓口

## 周辺
- 国道477号、琵琶湖大橋
- 道の駅びわ湖大橋米プラザ
- イズミヤ堅田店

## アクセス
- JR湖西線 堅田駅から徒歩約11分
- 江若交通 「今堅田二丁目」もしくは「琵琶湖大橋口」下車
- 湖西道路 真野ICから南東に約2km
- 滋賀県道558号高島大津線（旧国道161号） 今堅田交差点を東に折れてすぐ
- 駐車場あり：11台